# Карафа ди Бельведере, Марино
Марино Карафа ди Бельведере (итал. Marino Carafa di Belvedere; 29 января 1764, Неаполь, Неаполитанское королевство — 5 апреля 1830, там же) — итальянский куриальный кардинал. Префект Дома Его Святейшества и префект Апостольского дворца с 21 февраля 1794 по 19 августа 1800. Кардинал-дьякон с 23 февраля 1801 года, с титулярной диаконией Сан-Никола-ин-Карчере с 20 июля 1801 по 24 августа 1807.

## Биография
Отрёкся от кардинальского сана 24 августа 1807.